# حكومة إسماعيل هنية الأولى
حكومة إسماعيل هنية الأولى هي الحكومة الفلسطينية العاشرة، كانت برئاسة إسماعيل هنية، واستمرت منذ 27 مارس 2006 حتى 17 مارس 2007.

## تشكيلة الوزراء
تكون مجلس وزراء حكومة إسماعيل هنية الأولى من 24 وزيرًا منهم سيدة واحدة فقط.
| ت  | الاسم                             | صورة | الحقيبة الوزارية                                          |
| -- | --------------------------------- | ---- | --------------------------------------------------------- |
| 1  | إسماعيل عبد السلام هنية           |      | رئيس وزراء السلطة الوطنية الفلسطينية وزير الشباب والرياضة |
| 2  | محمود خالد الزهار                 |      | وزير الشؤون الخارجية                                      |
| 3  | أحمد عبد المجيد مبارك الخالدي     |      | وزير العدل                                                |
| 4  | سعيد محمد شعبان صيام              |      | وزير الداخلية والأمن العام                                |
| 5  | عطا الله عبد العال محمد أبو السبح |      | وزير الثقافة                                              |
| 6  | يوسف موسى محمد رزقة               |      | وزير الإعلام                                              |
| 7  | ناصر الدين محمد أحمد الشاعر       |      | نائب رئيس الوزراء وزير التربية والتعليم العالي            |
| 8  | علاء الدين محمد حسين الأعرج       |      | وزير الاقتصاد الوطني                                      |
| 9  | باسم نعيم محمد نعيم               |      | وزير الصحة                                                |
| 10 | عيسى خيري عيسى الجعبري            |      | وزير الحكم المحلي                                         |
| 11 | محمد رمضان محمد الآغا             |      | وزير الزراعة                                              |
| 12 | جودة جورج مرقص                    |      | وزير السياحة                                              |
| 13 | فخري فهد موسى تركمان              |      | وزير الشؤون الاجتماعية                                    |
| 14 | زياد شكري عبد ربه الظاظا          |      | وزير النقل والمواصلات                                     |
| 15 | عبد الرحمن فهمي عبد الرحمن زيدان  |      | وزير الأشغال العامة والإسكان                              |
| 16 | محمد إبراهيم موسى البرغوثي        |      | وزير العمل                                                |
| 17 | جمال ناجي شحادة الخضري            |      | وزير الاتصالات وتكنولوجيا المعلومات                       |
| 18 | نايف محمود محمد الرجوب            |      | وزير الأوقاف والشؤون الدينية                              |
| 19 | وصفي مصطفى عزت قبها               |      | وزير شؤون الأسرى والمحررين                                |
| 20 | سمير عبد الله صالح أبو عيشة       |      | وزير التخطيط                                              |
| 21 | مريم محمود حسن صالح               |      | وزيرة شؤون المرأة                                         |
| 22 | عاطف إبراهيم محمد عدوان           |      | وزير دولة لشؤون اللاجئين                                  |
| 23 | خالد إبراهيم إسحق أبو عرفة        |      | وزير دولة لشؤون القدس                                     |
| 24 | عمر محمود مطر مطر                 |      | وزير المالية                                              |
| 25 | محمد عوض                          |      | أمين عام مجلس الوزراء                                     |

## وصلات خارجية
- موقع مجلس الوزراء